# Rauw (documentaire)
Rauw is een Nederlandse documentaire van regisseur Anneloek Sollart uit 2008 rond het thema raw-foodisme. Vier jaar later kwam het vervolg Rauwer, waarin ze dezelfde hoofdpersonen volgt.

## Rauw
Rauw is een documentaire van 25 minuten uit 2008 over de Amsterdamse jongen Tom (geboren in 1997) die sinds zijn vijfde uitsluitend rauw voedsel eet onder invloed van zijn moeder, die raw-foodist is en rauw voedsel verkoopt in een marktkraam.
Rauw werd uitgezonden op 26 maart 2008 door de VPRO in de serie Overleven in Nederland en kreeg de juryprijs non-fictie op het Cinekid Festival.

## Rauwer
Rauwer ging in première op 15 november 2012 tijdens het IDFA en duurt 57 minuten. De film begint met fragmenten uit de eerste documentaire en uit een uitzending van De wereld draait door uit 2008, waarin tafelheer Hugo Borst de moeder een extremist noemt die naar een psychiater moet. Tom eet nog altijd uitsluitend rauw plantaardig voedsel en is door zijn moeder van school gehaald. Kinderartsen hebben een tekort aan bepaalde voedingsstoffen en een groeiachterstand geconstateerd. De film toont beelden van rechtzittingen over een verzoek van de Raad voor de Kinderbescherming tot ondertoezichtstelling en over de onttrekking van de leerplicht. Bureau Jeugdzorg wil Tom in eerste instantie niet uit huis plaatsen omdat dat meer schade zou kunnen veroorzaken. De ondertoezichtstelling wordt in hoger beroep uitgesproken. De documentaire bevat interviews met de Engelse vader en de bij hem in Engeland wonende oudere broer van Tom, beelden van een toespraak van rauwvoedselpropagandist David Wolfe, en een gesprek van hem met Tom en zijn moeder.
Rauwer werd uitgezonden op 17 december 2012 door de NCRV in de serie Dokument. De uitzending werd bekeken door 483 duizend Nederlanders.

### Nasleep en reacties
De uitzending van Rauwer leidde tot veel discussie en columns. Enkele dagen na de uitzending van Rauwer dook Tom onder omdat Bureau Jeugdzorg een spoedprocedure startte om hem uit huis te plaatsen.